# St. Brictius (Merkenich)

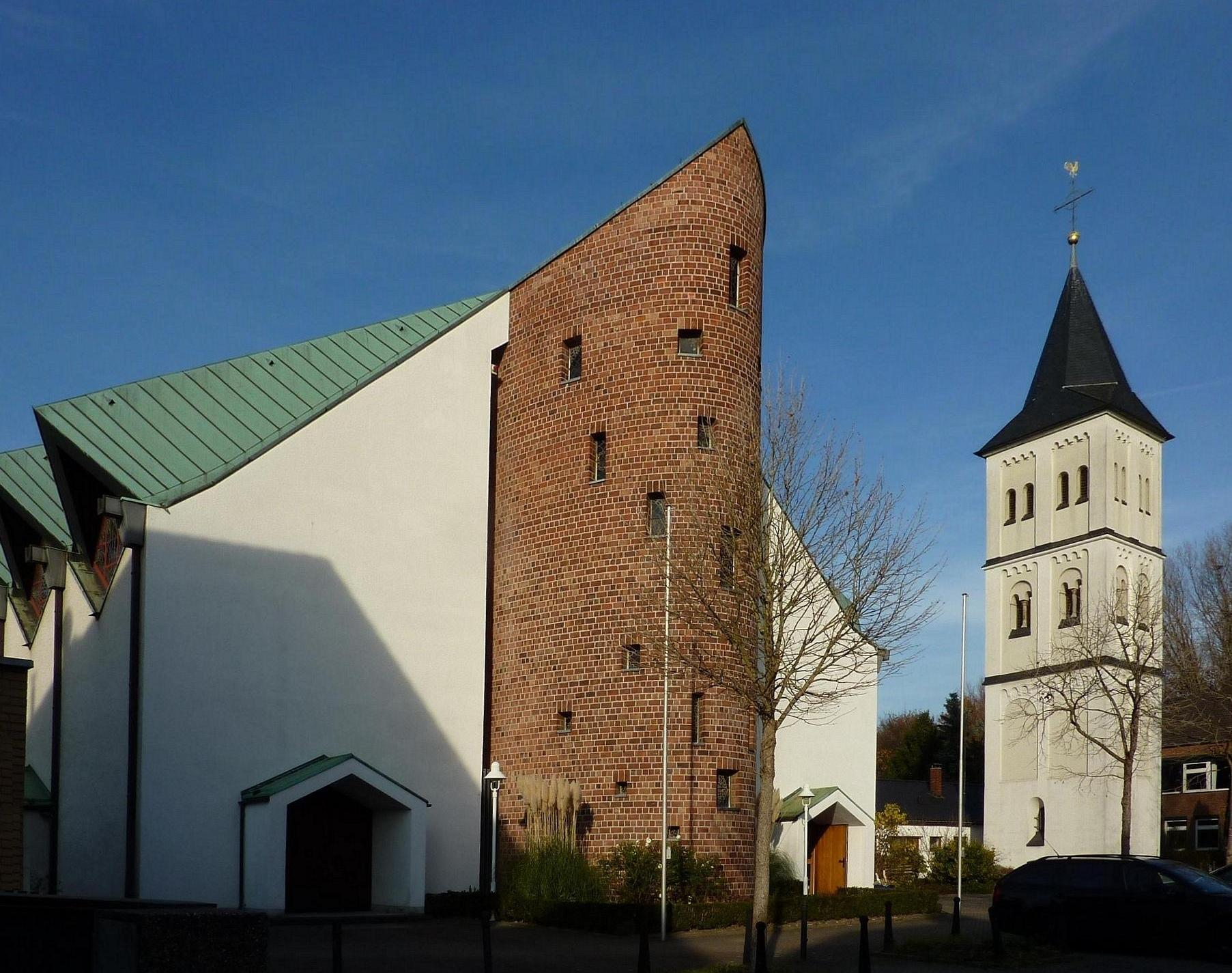
Der romanische Turm frei neben der modernen Kirche

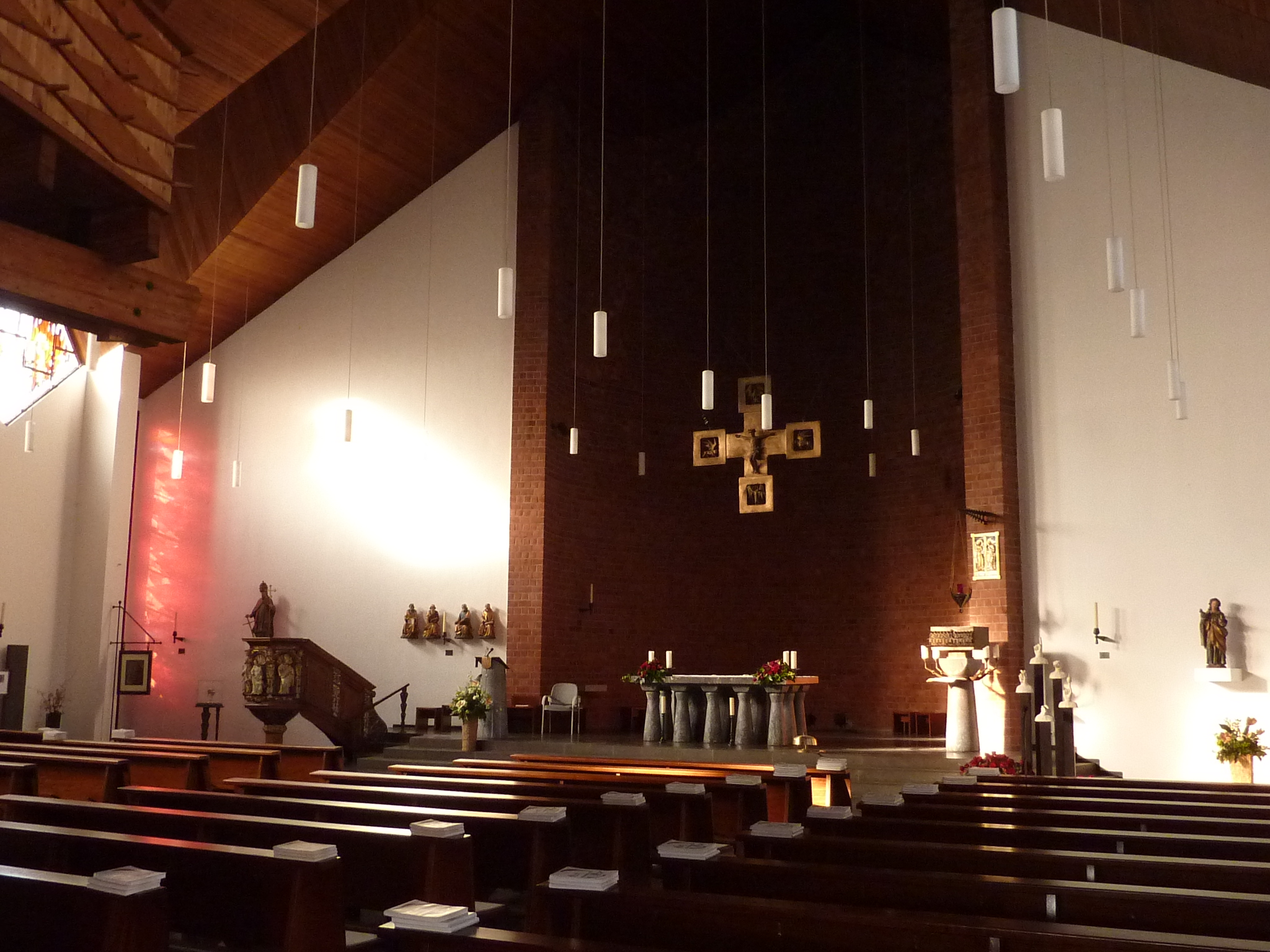
Inneres

St. Brictius ist die römisch-katholische Pfarrkirche von Köln-Merkenich in Nordrhein-Westfalen.

## Geschichte und Architektur
Die älteste Erwähnung des Ortes Merkenich stammt aus dem Jahr 1241, die Kirche wurde jedoch urkundlich erst 1285 erwähnt. Im Liber valoris wurde sie nicht genannt. Grundherr in Merkenich war das Kölner Kunibertsstift. Das Kollationsrecht stand dem Stift bis zur Säkularisation zu.
Von der romanischen Kirche hat sich bis heute der Turm aus dem 12. Jahrhundert erhalten. Die Kirche war ein einschiffiger Bau mit halbrunder Apsis, dem zu Anfang des 19. Jahrhunderts ein südliches Seitenschiff angefügt worden war. Dieser Bau wurde 1886 bis auf den Turm niedergelegt und durch einen neoromanischen Neubau ersetzt.
Die Kirche von 1886 wurde im Jahr 1963 durch eine große moderne Kirche ersetzt, die an der Chor- und Eingangsseite jeweils zwei halbrunde hohe Apsiden besitzt. Das Langhaus besitzt ein großes, gefaltetes Satteldach. Der romanische Turm steht frei an der Seite der neuen Kirche.
Das Taufbecken ist in ein romanisches Kapitell eingelassen und die Predigtkanzel von etwa 1630 stammt aus der alten Kölner Kirche St. Lupus, die ebenfalls zum Kunibertsstift gehörte.

## Kirchenmusik

### Orgel
Die Orgel der Kirche wurde 1968 von der Firma Orgelbau Ernst Seifert (Köln-Mannsfeld) unter Verwendung von Teilen ausgedienter Orgeln gebaut. Im Jahr 2011 hat die Firma Johannes Klais Orgelbau aus Bonn eine gründliche Ausreinigung, nötige Reparaturen und weitere Arbeiten zum Erhalt des Instruments vorgenommen. Die Orgel hat 1036 Pfeifen, die auf 17 Register verteilt sind und von zwei Manualen und dem Pedal angespielt werden.

### Glocken
Drei Glocken bilden das Glockengeläut von St. Brictius. Sie wurden 1957 von Hans Hüesker in der Gießerei Petit & Gebr. Edelbrock (Gescher) gegossen.
| Nr. | Name        | Durchmesser (mm) | Masse (kg) | Schlagton (HT-1/16) | Inschrift |
| --- | ----------- | ---------------- | ---------- | ------------------- | --- |
| 1   | Schutzengel | 1097             | 822        | fis’-2              | + SANCTIS ANGELIS CUSTODIBUS (+ Heilige Schutzengel) |
| 2   | Brictius    | 911              | 470        | a’±0                | BRICTII PONTIFICIS HAEC CAMPANA SONAT HONORI QUEM PATREM COLIMUS INCOLAE MERCINIAE. (Dem Bischof Brictius erklingt diese Glocke, den die Einwohner von Merkenich als Vater verehren.)    |
| 3   | Clemens     | 804              | 314        | h’+2                | + BIS DIRIS BELLIS DELATA CUM SORORIBUS FIDE PLEBIS RESTITUTA (+ Zweimal durch einen schrecklichen Krieg vernichtet, mit den Schwestern durch den Glauben des Volkes wiederhergestellt.) |

Zusätzlich befindet sich auf jeder Glocke die Inschrift COL. MERCINIAE MCMLVII (Köln-Merkenich 1957) sowie ein Relief der jeweiligen Namensgeber.

## Nachweise
1. ↑  Orgel der Kirche St. Brictius in Köln-Merkenich auf der Site der Katholischen Pfarrgemeinde Papst Johannes XXIII (mit Disposition)
2. ↑  Gerhard Hoffs: Glocken katholischer Kirchen Kölns, 3. Auflage 2004, S. 530–533 (PDF; 5,3 MB); abgerufen am 26. März 2021

Koordinaten: 51° 1′ 35,2″ N, 6° 57′ 34,5″ O